# Saurauia nudiflora
Saurauia nudiflora är en tvåhjärtbladig växtart som beskrevs av Dc. Saurauia nudiflora ingår i släktet Saurauia och familjen Actinidiaceae. Inga underarter finns listade i Catalogue of Life.